# Marombun Ujung Jawi
Marombun Ujung Jawi is een bestuurslaag in het regentschap Deli Serdang van de provincie Noord-Sumatra, Indonesië. Marombun Ujung Jawi telt 162 inwoners (volkstelling 2010).